# Jaime Agulló Quintela
Jaime Eduardo Agulló Quintela (La Coruña, España, 14 de septiembre de 1962) es un exfutbolista español que se desempeñaba como centrocampista. En el Real Club deportivo de La Coruña. (1981-1993) Su retirada del mundo del fútbol tan temprano se vio motivado por su exitosa  carrera en el mundo empresarial, con una conocida empresa del mundo textil, que creó en el año 1991 y mantiene a día de hoy con alrededor de 100 empleados. 
Foi autor do que posiblemente sexa o tanto máis espectacular da historia do Deportivo. Executa un libre directo de forma maxistral que acaba en gol axustado á escuadra sen que o porteiro poida facer nada. O árbitro, por non ter sinalado o lanzamento del, obriga a un novo lanzamento. O novo disparo resulta un calco do anterior, neste caso si que sube ao marcador. Pouco recoñecemento recibe semellante xogada xamais repetida por futbolistas de renome mundial. 

## Clubes
| Club                         | País   | Año       |
| ---------------------------- | ------ | --------- |
| R. C. Deportivo de La Coruña | España | 1981-1989 |